# روشنایی‌های واریته
روشنایی‌های واریته (به ایتالیایی: Luci del varietà) فیلمی ایتالیایی در سبک درام تولید شده در سال ۱۹۵۰ به کارگردانی فدریکو فلینی است. فیلم درباره یک زن زیبای جاه‌طلب است که به یک گروه نمایش در حال سفر درجه سه می‌پیوندد و همراه با آن سهواً موجب مشکلاتی می‌شود.

## خلاصه داستان
فیلم یک درام تلخ و شیرین درباره یک گروه نمایشی درجه دو شامل بازیگران، رقاصه‌ها و اجراکنندگان نمایش است که برای به دست آوردن پول از یک شهر به شهر دیگر برای اجرا می‌روند و در این میان مدیر سالخورده آنها عاشق یک زن تازه‌وارد می‌شود تا بدینوسیله زن خود را آزرده کند که این نقش توسط همسر فلینی (کارگردان) به نام جولیتا ماسینا بازی شده است.